# Лупита Д'Алесио
Лупита Д'Алесио (на испански: Lupita D’Alessio) е мексиканска певица и актриса. Оригиналното ѝ име е: 	Гуадалупе Контрерас Рамос (Guadalupe Contreras Ramos). Прякорът ѝ е "Спящата лъвица” (на испански: la Leona Dormida), тъй като честа тема в нейните песни е критукуване на мъжете.
Женена е 5 пъти. Има трима синове, най-големият от тях, Ернесто д'Алесио също е певец, който освен свои песни изпълнява и някои от песните на майка си.
През 2017 г. мексиканската медийна компания Телевиса създава сериала Днес ще се променя, описващ живота ѝ.

## Дискография
- La gira de adiós en vivo – „Прощален турнир на живо“ (2007)
- El adiós – „Сбогуването“ (2006)
- Historia musical (Box Slipcase) – „Музикална история“ (2005)
- Historia musical (Box) – „Музикална история“ (2004)
- Cuando el amor te besa – „Когато любовта те целуне“ (2004)
- México – „Мексико“ (2003)
- Para toda la vida – „За целия живот“ (2002)
- Por amor y contra ellos – „Поради любов и срещу тях“ (2002)
- Vol. 3 – „Трета част“ (2001)
- 15 éxitos originales, Vol. 1 – „15 оригинални успехи, първа част“ (2001)
- Discotheque – „Дискотека“ (2001)
- 14 éxitos de colección – „14 успехи за колекционери“ (2000)
- 20 éxitos – „20 успехи“ (2000)
- Estoy Aquí – „Тук съм“ (2000)
- Las 15 consagradas de Lupita d'Alessio – „15 посветени на Лупита д'Алесио“ (2000)
- Colección de oro – „Златна колекция“ (1999)
- 30 años de éxitos – „30 години успех“ (1998)
- Algo desconocido – „Нещо непознато“ (1997)
- 15 éxitos – „15 успехи“ (1997)
- Cara a cara – „Лице в лице“ (1997)
- 16 éxitos originales – „16 оригинални успехи“ (1997)
- Si yo pudiera detenerle ал tiempo – „Ако аз можех да спря времето“ (1997)
- Canciones prohibidas  – „Забранено песни“ (1997)
- Inmortales de Lupita d'Alessio – „Бесмъртните на Лупита д'Алесио“ (1996)
- Románticas – „Роматични“ (1996)
- Tiempo de amar – „Времето на любовта“ (1995)
- En el principio – „В началото“ (1995)
- Historia musical de Lupita d'Alessio, Vol. 2 – „Музикалната история на Лупита д'Алесио, 2 част“ (1995)
- No me pregunten – „Не ме питайте“ (1995)
- Desde mi libertad – „От моята свобода“ (1994)
- 15 éxitos originales, Vol. 3 – „15 оригинали успехи, 3 част“ (1994)
- 15 éxitos originales, Vol. 2 – „15 оригинали успехи, 2 част“ (1994)
- 30 éxitos: La historia musical de Lupita d'Alessio – „Музикалната история на Лупита д'Алесио“ (1993)
- La d'Alessio „д'Алесио“ (1993)
- Lupita d'Alessio – „Лупита д'Алесио“ (1992)
- 20 éxitos – „20 успехи“ (1992)
- Música de su película: Mudanzas / Mentiras / Ni guerra ni paz – „Музика от филма: Пренасяния / Лъжи / Нито война, нито мир“ (1992)
- Interpreta J. Gabriel y J. A. Jimenez– „Изпълнява песни на Х. Габриел и Х. А. Хименес“ (1991)
- Aprendiendo a amar – „Де са научиш да обичаш“ (1991)
- Gaviota del aire – „Чайка от въздуха“ (1991)
- Boleros de siempre – „Вечни болера“ (1991)
- Juro que nunca volveré – „Заклевам се, че никога няма да се върна“ (1991)
- 20 éxitos rancheros – „20 успеха мариачи“ (1991)
- Lupita d'Alessio – „Лупита д'Алесио“(1991)
- Concierto de discotheque – „Дискотечен коцерт“ (1991)
- Ya no regreso contigo – „Вече няма да се върна при теб“ (1991)
- En concierto – „На концерт“ (1990)
- Soy como toda mujer „Обикновена жена съм“ (1990)
- Sentimiento ranchero – „Чувство ранчеро“ (1990)
- No me pregunten – „Не ме питайте“ (1990)
- Te amo – „Обичам те“ (1990)
- Lo blanco y lo negro – „Бялото и черното“ (1989)
- Tesoro musical – „Музикална съкровищница“ (1989)
- Mentiras– „Лъжи“ (1988)
- Concierto en diascotheque – „Дискотечен концерт“ (1988)
- Soy como toda mujer – „Съм като всяка жена“ (1988)
- Soy autentica... y punto – „Автентична съм... и точка“ (1986)
- Devuelveme – „Върнете ми“ (1985)
- 15 exitos rancheros – „15 успеха ранчеро“ (1985)
- Canta Juan Gabriel y José Alfredo – „Пее с Хуан Габриел и Хосе Алфредо“ (1984)
- Yo – „Аз“ (1984)
- Sentimiento al desnudo – „Голо чувство“ (1983)
- Borraré tu nombre– „Ще изтрия името ти“ (1982)
- Te quiero, como te quiero – „Обичам те, колко те обичам“ (1982)
- Mudanzas – „Премествания“(1981)
- Tiempo de amar– „Времето на любовта“ (1981)
- Lupita d'Alessio en concierto – „Лупита д'Алесио на концерт“(1980)
- Aprendiendo a amar – „Научавайки да обичаш“(1980)
- Si tú ya no me quieres– „Ако ти вече не ме обичаш“ (1979)
- Como tú– „Като тебе“ (1978)
- El mar– „Морето“ (1974)
- Mi corazón es un gitano– „Душата ми е като циганка“ (1973)
- Otra vez – „Още веднъж“
- Que se detenga el tiempo – „Да спре времето“

## Участия във филми
- Otro rollo... Historia en diez – „Друга лента... История с десетката“ (2005)
- Hoy – „Днес“ (2004)
- Enciende la magia de la Navidad – „Запалва се магията на Коледата“ (2001)
- Ellas, inocentes o culpables – „Жени, невинни и виновни“ (2000)
- Lo blanco y lo negro – „Черното и бялото“ (1989)
- Tiempo de amar – „Време за любов“ (1987)
- Mentiras – „Лъжи“ (1986)
- Siempre en domingo – „Винаги неделя“ (1984)
- Hoy voy a cambiar – „Днес ще се променя“ (1983)
- Aprendiendo a amar – „Да се научиш да обичаш“ (1980)
- Pacto de amor – „Любовен пакт“ (1977)
- Paloma – „Гълъб“ (1975)
- Ana del aire – „Ана от въздуха“ (1974)
- Mundo de juguete – „Светът на играта (1974)
- Entre brumas – „Сред мъгли“ (1973)
- Cartas sin destino – „Писма без съдба“ (1973)